# Міодраг Белодедич
Міодраг Белодедич (рум. Miodrag Belodedici, серб. Миодраг Белодедић, нар. 20 травня 1964, Сокол) — румунський футболіст, сербського походження. Грав на позиції центрального захисника.
Перший гравець, який став володарем найпрестижнішого трофея європейського клубного футболу, Кубка європейських чемпіонів, у складі двох різних команд — румунської «Стяуа» та югославської «Црвени Звезди».

## Клубна кар'єра
Народився 20 травня 1964 року в румунський комуні Сокол неподалік югославського кордону в родині етнічних сербів. Вихованець юнацьких команд футбольних клубів «Мінерул Молдова» та «Лучаферул» (Бухарест).
У дорослому футболі дебютував 1982 року виступами за команду клубу «Стяуа», в якій провів шість сезонів, взявши участь у 174 матчах чемпіонату.  Більшість часу, проведеного у складі «Стяуа», був основним гравцем захисту команди. За цей час п'ять разів виборював титул чемпіона Румунії, ставав володарем Кубка Румунії (тричі), володарем Кубка європейських чемпіонів, володарем Суперкубка УЄФА.
Згодом з 1989 по 1998 рік грав у складі югославської «Црвени Звезди», іспанських клубів «Валенсія», «Реал Вальядолід» та «Вільярреал», а також мексиканського «Атланте». У складі «Црвени Звезди» додав до переліку своїх трофеїв три титули чемпіона Югославії, ставав володарем Кубка Югославії, володарем Кубка європейських чемпіонів, володарем Міжконтинентального кубка.
Завершив професійну ігрову кар'єру у клубі «Стяуа», у складі якого почина свій шлях у футболі. Прийшов до команди 1998 року, захищав її кольори до припинення виступів на професійному рівні у 2001. За цей час додав до переліку своїх трофеїв ще один титул чемпіона Румунії, знову ставав володарем Кубка Румунії.

## Виступи за збірну
1984 року дебютував в офіційних матчах у складі національної збірної Румунії. Протягом кар'єри у національній команді, яка тривала 17 років, провів у формі головної команди країни 55 матчів, забивши 5 голів.
У складі збірної був учасником чемпіонату світу 1994 року у США, чемпіонату Європи 1996 року в Англії, а також чемпіонату Європи 2000 року у Бельгії та Нідерландах.

## Титули і досягнення
- Чемпіон Румунії (6):

«Стяуа»:  1984–85, 1985–86, 1986–87, 1987–88, 1988–89, 2000–01
- Володар Кубка Румунії (4):

«Стяуа»:  1984–85, 1986–87, 1987–88, 1998–99
- Чемпіон Югославії (3):

«Црвена Звезда»:  1989–90, 1990–91, 1991–92
- Володар Кубка Югославії (1):

«Црвена Звезда»:  1989–90
- Володар Кубка чемпіонів УЄФА (2):

«Стяуа»:  1985–86
«Црвена Звезда»:  1990–91
- Володар Суперкубка Європи (1):

«Стяуа»:  1986
- Володар Міжконтинентального кубка (1):

«Црвена Звезда»:  1991